# Grumman G-21 Goose
Grumman G-21 Goose là một loại máy bay vận tải lưỡng cư, nó được thiết kế làm máy bay 8 chỗ chuyên chở doanh nhân tại khu vực Long Island. Goose là loại máy bay một tầng cánh đầu tiên của Grumman. Nó là máy bay đầu tiên có 2 động cơ được đưa vào dịch vụ hàng không. Trong Chiến tranh thế giới II, Goose là máy bay vận tải hiệu quả cho quân đội Hoa Kỳ, cũng như các lực lượng không quân quốc gia khác.

## Biến thể

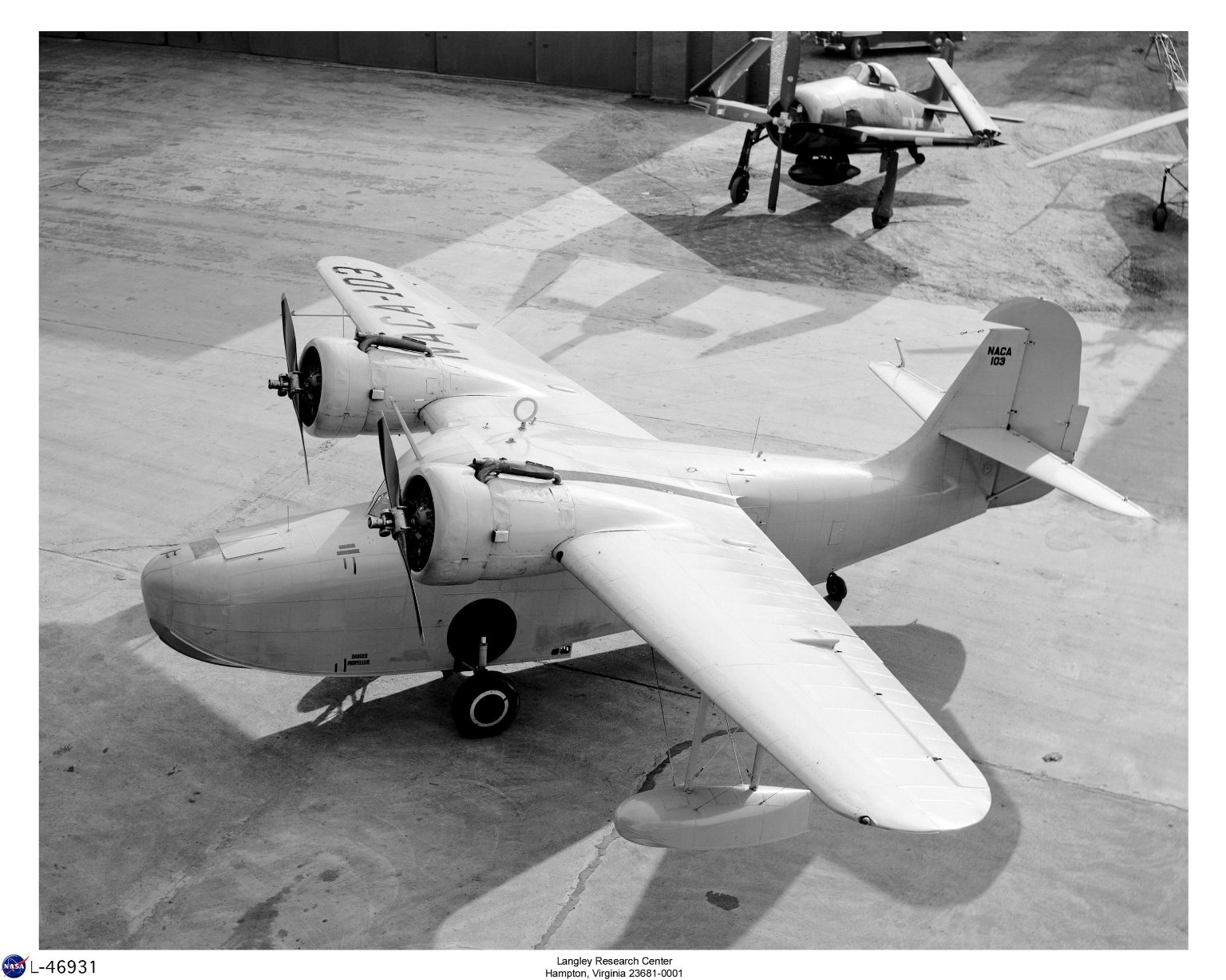
Grumman JRF-5

G-21
G-21A
G-21B
G-21C
G-21D
G-21E
G-21F
G-21G
XJ3F-1
JRF-1
JRF-1A
JRF-2
JRF-3
JRF-4
JRF-5
JRF-5G
JRF-6B
OA-9
OA-13A
OA-13B
Goose Mk I
Goose Mk IA
Goose Mk II
Grumman LXG

## Quốc gia sử dụng

### Quân sự
Argentina
 Úc
- Không quân Hoàng gia Australia

 Bolivia
 Brasil
 Canada
- Không quân Hoàng gia Canada

 Cuba
 Pháp
 Honduras
 Nhật Bản
- Lực lượng Phòng vệ trên biển Nhật Bản

 Paraguay
- Không quân Hải quân Paraguay

 Perú
- Không quân Peru

 Bồ Đào Nha
 Thụy Điển
- Không quân Thụy Điển

 Anh Quốc
- Hải quân Hoàng gia

 United States
- Quân đoàn Không quân Lục quân Hoa Kỳ
- Không quân Lục quân Hoa Kỳ
- Hải quân Hoa Kỳ
- Bảo vệ Bờ biển Hoa Kỳ

### Tổ chức thuộc chính phủ
United States
- Cục Hoang dã và Cá Hoa Kỳ và Cục quản lý đất đai

 Canada
- Cảnh sát Hoàng gia Canada[1]

### Dân sự
Úc
- Asiatic Petroleum

 British Guiana
- British Guiana Airways

 Canada
- Air BC
- Almon Landair Ltd
- European Coastal Airways
- H.J. O'Connell Supplies
- Oakley Air Ltd Canada
- Pacific Coastal Airlines
- Sioux Narrows Airways
- West Coast Air Services

 Dutch East Indies

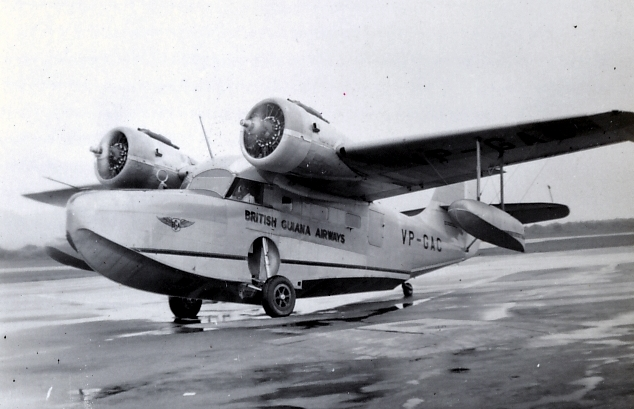
Grumman Goose thuộc chính quyền British Guiana năm 1955. Sân bay Piarco, Trinidad.

- Koninklijke Nederlandsch-Indische Luchtvaart Maatschappij

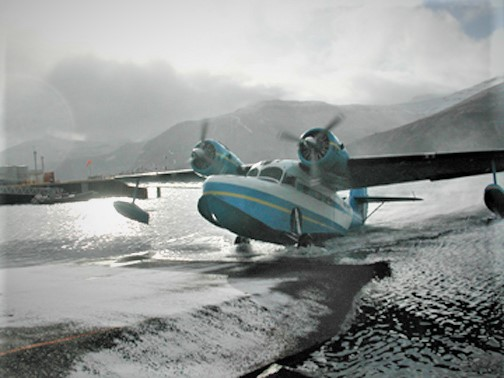
Grumman Goose tại Akutan, Alaska, thuộc PenAir năm 1942

 Fiji
- Yaukuve Resort

 Iceland
- Loftleiðir

 New Zealand
- Mount Cook Airline
- Sea Bee Air

 Na Uy
 United States
- Alaska Coastal Airlines
- Alaska Coastal-Ellis Airlines
- Alaska Island Air
- Alaska Fish and Game
- Amphib. Inc.
- Antilles Air Boats
- Avalon Air Transport
- Catalina Air
- Catalina Channel Airlines
- Chevron of California
- Devcon Construction
- Flight Data Inc.
- Ford Motor Co.
- Gulf Oil
- Kodiak Airways
- Kodiak Western
- North Coast Aero
- Ozark Management
- Pan Air
- PenAir
- Reeve Aleutian Airways
- SouthEast Skyways
- Superior Oil
- Sun Oil Co. (Sunoco)
- Teufel Nurseries
- The Texas Company (Texaco)
- Tuthill Corporation
- Virgin Islands Seaplane Shuttle
- Webber Airlines

## Tính năng kỹ chiến thuật (JRF-5 Goose)

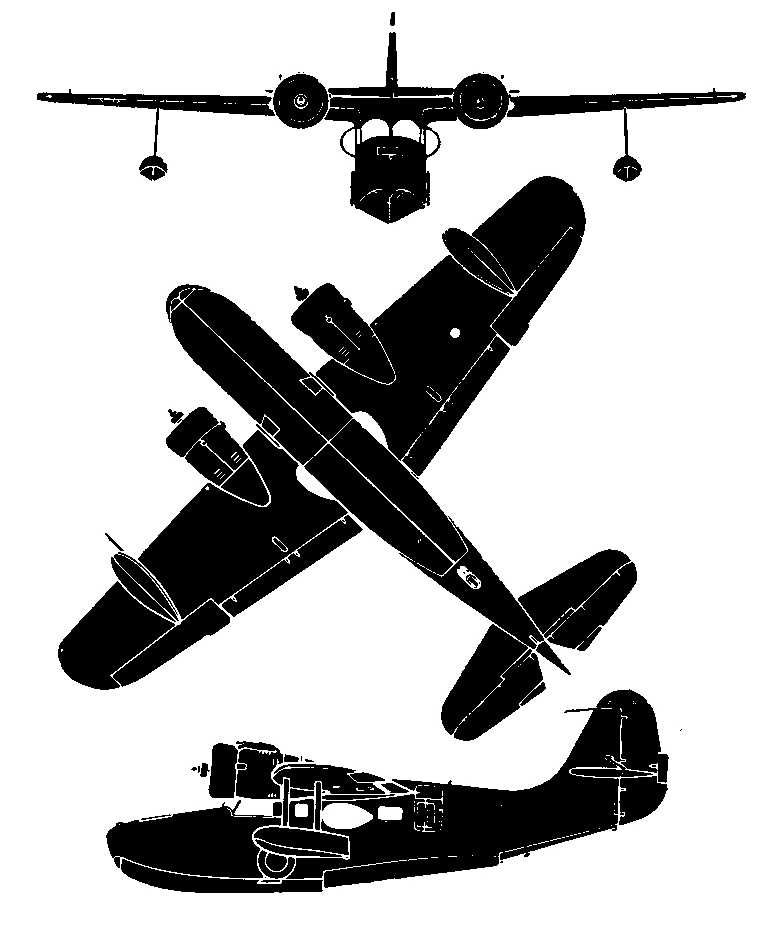
JRF-6B của Anh

Dữ liệu lấy từ United States Navy Aircraft since 1911 
Đặc điểm tổng quát
- Kíp lái: 1-3
- Sức chứa: 5-7 hành khách
- Chiều dài: 38 ft 6 in (11,74 m)
- Sải cánh: 49 ft 0 in (14,94 m)
- Chiều cao: 16 ft 2 in (4,93 m)
- Diện tích cánh: 375 ft² (34,9 m²)
- Kết cấu dạng cánh: Gốc cánh: NACA 23015, Đầu cánh: NACA 23009
- Trọng lượng rỗng: 5.425 lb (2.466 kg)
- Trọng lượng có tải: 8.000 lb (3.636 kg)
- Trọng tải có ích: 2.575 lb (1.170 kg)
- Trọng lượng cất cánh tối đa: 8.000 lb (3.636 kg)
- Động cơ: 2 × Pratt & Whitney R-985-AN-6 Wasp Junior , 450 hp (340 kW)  mỗi chiếc

 Hiệu suất bay 
- Vận tốc cực đại: 201 mph (175 knot, 324 km/h) trên 5.000 ft (1.520 m)
- Vận tốc hành trình: 191 mph (166 knot, 308 km/h) trên 5.000 ft (1.520 m)
- Tầm bay: 640 mi (557 hải lý, 1.030 km)
- Trần bay: 21.300 ft (6.494 m)
- Vận tốc lên cao: 1.100 ft/phút (5,6 m/s)
- Tải trên cánh: 21,3 lb/ft² (104 kg/m²)
- Công suất/trọng lượng: 0,11 hp/lb (0,19 kW/kg)

Trang bị vũ khí

- Bom: 2 bom chống tàu ngầm 325-lb hoặc 2 bom 250-lb[3]